# Ben liebt Anna
Ben liebt Anna ist ein Kinderbuch von Peter Härtling, erschienen 1979. Der Roman stand in der Auswahlliste des Deutschen Jugendbuchpreises und erhielt den Zürcher Kinderbuchpreis. Er wird vom Verlag für Kinder ab der 2. Klasse empfohlen.

## Inhalt
Ben ist neun Jahre alt. Zu Beginn des vierten Schuljahres kommt Anna in Bens Klasse. Sie ist ein Aussiedlermädchen, das mit ihrer Familie aus dem polnischen Katowice nach Deutschland gekommen ist. Obwohl Ben zunächst nichts mit ihr anfangen kann, geht sie ihm nicht mehr aus dem Kopf. Sie kommen sich näher. Ben begleitet Anna zu der Barackensiedlung, wo sie mit sechs Geschwistern und den Eltern lebt. Er schreibt ihr einen Brief und fragt sie, ob sie mit ihm gehen wolle. Sie antwortet eine Weile später („dein Brief ist schön“), beantwortet aber nicht die Frage „Willst du mit mir gehen?“. In den Pfingstferien verbringen sie einige Tage miteinander. Dann wird Ben krank, und als es ihm besser geht, sagt ihm sein Vater, dass Annas Vater eine Arbeit im Ruhrgebiet gefunden habe. Als er wieder in die Schule kann, haben sie nur wenig Zeit, sich voneinander zu verabschieden.

## Erzählstrukturen
Die Geschichte nimmt konsequent die Erzählperspektive von Ben ein, was dem Buch auch gewisse Vorbehalte eingebracht hat, da Anna lediglich das Objekt von Bens Gedanken ist, aber im Grunde Nebenfigur bleibe. Auch werde die Lebenssituation von Aussiedlern lediglich angedeutet. Zudem habe sie sich in der Zeit seit der Veröffentlichung nicht nur geändert, sie erscheine im Buch auch zu überspitzt.
Dennoch ist der Grundkonflikt der Geschichte immer noch aktuell: Ben kann mit seinen Gefühlen für Anna zunächst wenig anfangen und flüchtet sich in Raufereien mit anderen Kindern, auf die er eifersüchtig ist. Er ist stets unsicher, was ihre Gefühle für ihn angeht, und fühlt sich angreifbar. Gleichzeitig hat er Verwandte und einen Lehrer namens Herr Seibmann, die verständnisvoll auf ihn reagieren, ihn unterstützen und ihm nichts aufdrängen.
Annas Situation als zunächst Fremde, die dann aber Anschluss an die anderen Schüler findet und hofft, sich in Deutschland zurechtzufinden und deshalb ungerne mit ihren Eltern wegzieht, wird realistisch dargestellt. Härtling deutet in kurzen Szenen genug an, dass junge Leser die Möglichkeit haben, ihrer Fantasie freien Raum zu lassen und neugierig zu werden. Insofern entspricht die Erzählperspektive durch Ben derjenigen der einheimischen deutschsprachigen Leser.
Des Weiteren beleuchtet das Buch teils direkt, aber häufiger indirekt die soziale Situation von Menschen mit Migrationshintergrund (bescheidene ärmliche Wohnverhältnisse, Sprachprobleme, Barackensiedlung). Meist in Bildern wird vermittelt, dass es Menschen gibt, die grundlegend andere Lebenssituationen haben als jene Menschen, deren gesamte Verwandtschaft um den eigenen Wohnort herum wohnt. Der Begriff der Heimat wird Jugendlichen subtil und differenziert vermittelt.
Im Rahmen der neu aufkommenden Diskussion um das Spannungsfeld zwischen schulischer Sexualerziehung und der von manchen Kreisen befürchteten unerwünschten Sexualisierung von Kindern geriet die Erzählung aufgrund ihrer vereinzelten Verwendung im Primarschulunterricht und der enthaltenen erotischen Textpassagen in die Kritik.
Untypisch für ein Kinderbuch ist das offene Ende: Anna zieht weg und es bleibt unklar, ob sich die Protagonisten wiedersehen werden.

## Hörspiel
Von dem Roman wurde auch ein Hörspiel produziert, das kaum von der Romanvorlage abweicht und in dem nur wenige Passagen ausgelassen wurden. Peter Lustig sprach dabei unter anderem den Erzähler.

## Film
1980 entstand unter der Regie von Hans-Eberhard Quelle ein Spielfilm (Länge 51 Minuten), der als Episode „Ben liebt Anna“ im Rahmen des Fernseh-Jugendmagazins „denkste!?“ (1972–1988) des SFB gezeigt wurde. Darsteller waren u. a. Michael Müller, Juliane Woitinski alias Juliana Lagunow und Janine Rickmann. 2015 erschien eine weitere Verfilmung des Romanes unter der Regie von Vivian Naefe (Drehbuch: deren Tochter Katharina Eyssen).

## Übersetzung
Das Buch wurde unter dem Titel بن آنا را دوست دارد von Vahab Haji Bagheri aus dem Deutschen ins Persische übersetzt.

## Buch
- Peter Härtling: Ben liebt Anna. Roman für Kinder, mit Bildern von Eva Muggenthaler. 9. Auflage, Beltz & Gelberg, Weinheim / Basel 2014, ISBN 978-3-407-74099-1 (= Gouliver 1099).
  - als Hörbuch: (Audio-CD), Klett, Stuttgart 2008, ISBN 978-3-12-675639-6.